# گاردر (لوئیزیانا)
گاردر (به انگلیسی: Gardere) شهری در ایالت لوئیزیانا کشور ایالات متحده آمریکا است که جمعیت آن در سرشماری سال ۲۰۱۰ میلادی، ۱۰٬۵۸۰ نفر بوده‌است.